# Louis Marchand des Raux
Pour les articles homonymes, voir Louis Marchand et Marchand.
Louis Marchand des Raux est un artiste peintre et lithographe français né le 12 décembre 1902 à Fondettes (lieu-dit Les Raux) en Indre-et-Loire, mort le 13 janvier 2000.

## Biographie

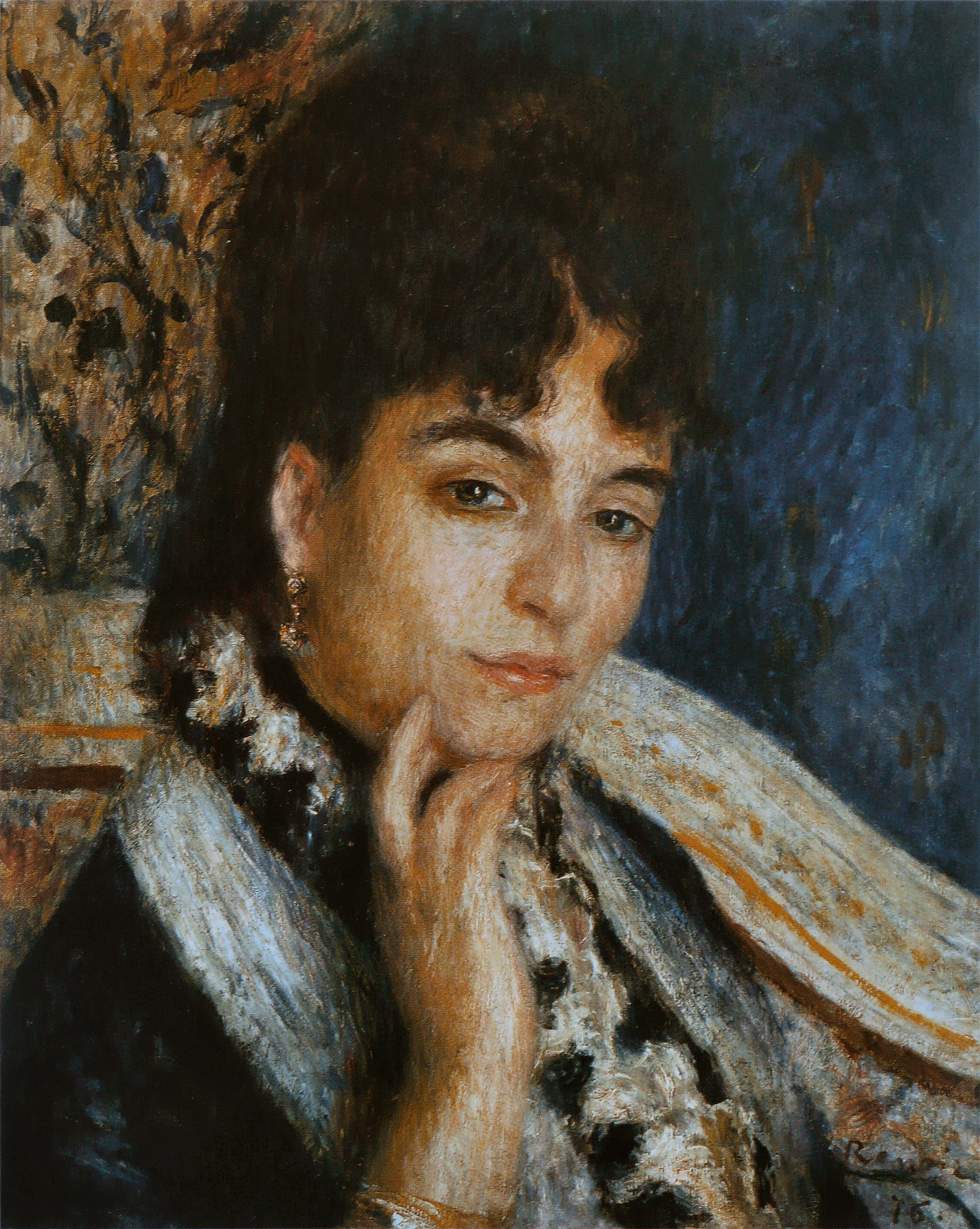
Pierre-Auguste Renoir, Portrait de Julia Daudet

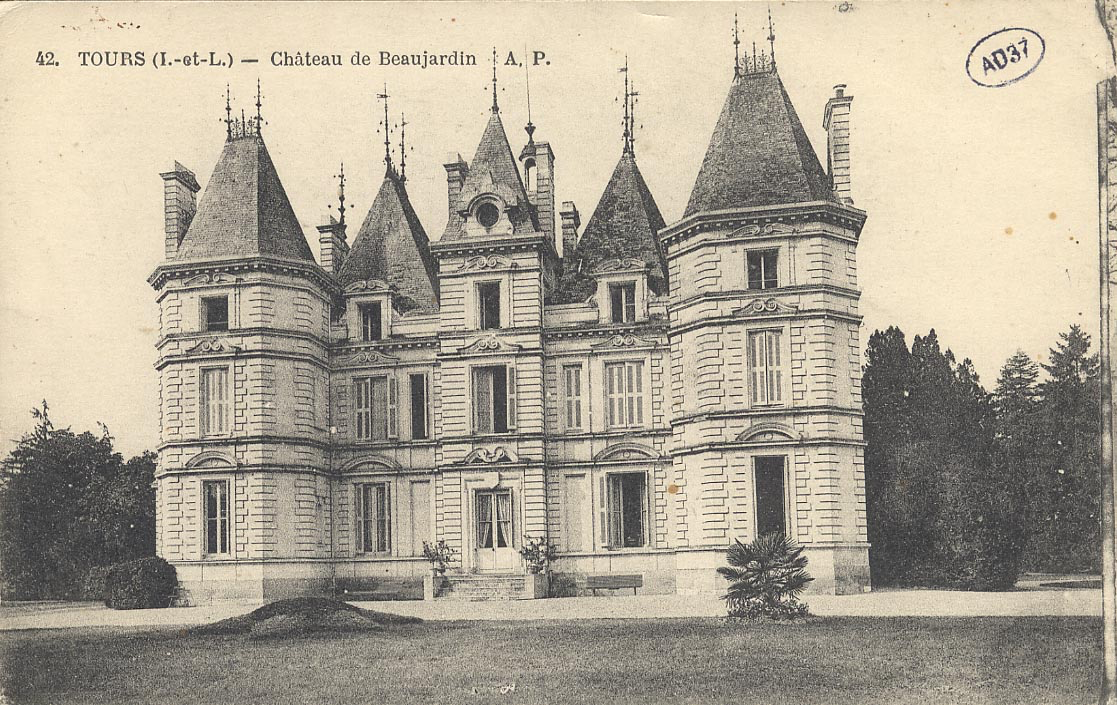
Tours, le château de Beaujardin détruit en 1944

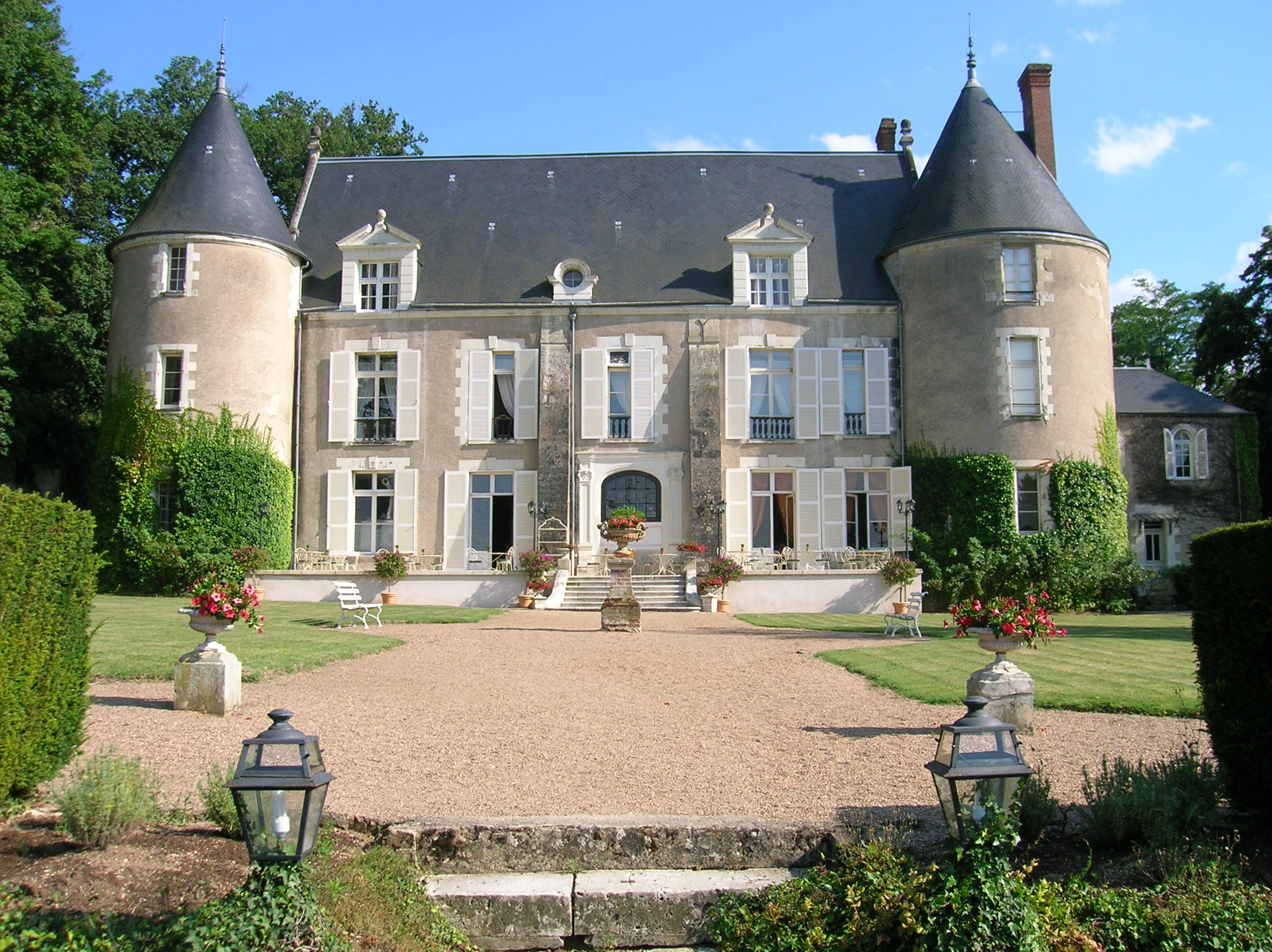
Chargé, le château de Pray

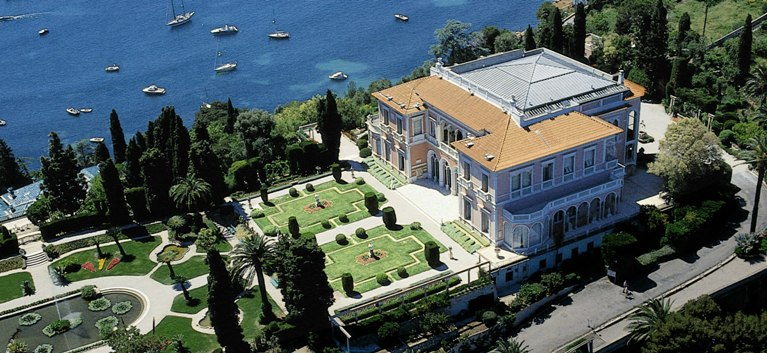
La villa Ephrussi de Rothschild à Saint-Jean-Cap-Ferrat

Louis Marchand, qui ajoutera le nom du lieu-dit Les Raux où il est né à sa signature, possède initialement la double vocation de jardinier et d'artiste peintre.
Il exerce la première vocation auprès du propriétaire du château de Beaujardin à Tours, Charles Liéron qui l'initie à la peinture,  puis de Julia Daudet pour le parc du château de Pray situé à Chargé, près d'Amboise, qui lui offre de côtoyer une société artistique et érudite.
Lorsque la Baronne Béatrice de Rothschild, épouse de Maurice Ephrussi, fait don de sa villa de Saint-Jean-Cap-Ferrat à l'Institut de France, les membres de l'Académie des beaux-arts font appel à Louis Marchand des Raux, qu'ils ont remarqué chez Julia Daudet, pour le développement et l'entretien des jardins qui dominent magnifiquement la Méditerranée.
Louis Marchand des Raux exerce alors pleinement sa double vocation, peignant pour les galeries de la Côte d'Azur et de Paris où il va côtoyer Henri Matisse, Pablo Picasso et Jean Cocteau et où les grandes collections des États-Unis vont s'intéresser à son œuvre.
Depuis 2018, une rue de la ville de Fondettes porte le nom de l'artiste.

## Expositions personnelles
- Galerie Séraphine, Paris, 1969.
- Espace Neptune, Saint-Jean-Cap-Ferrat, juin 2007.

## Réception critique
- « Le visage humoristique de l'expressionnisme : de curieuses scènes rustiques ou des épisodes historiques tracés dans une pâte lourdement malaxée. » - Gérald Schurr[3]
- « Il s'est créé un métier très personnel, non sans parenté avec la technique de Soutine. Il traite des portraits, des allégories et des scènes paysannes, qu'il ne voit pas sans humour. » - Dictionnaire Bénézit[4]

## Collections publiques

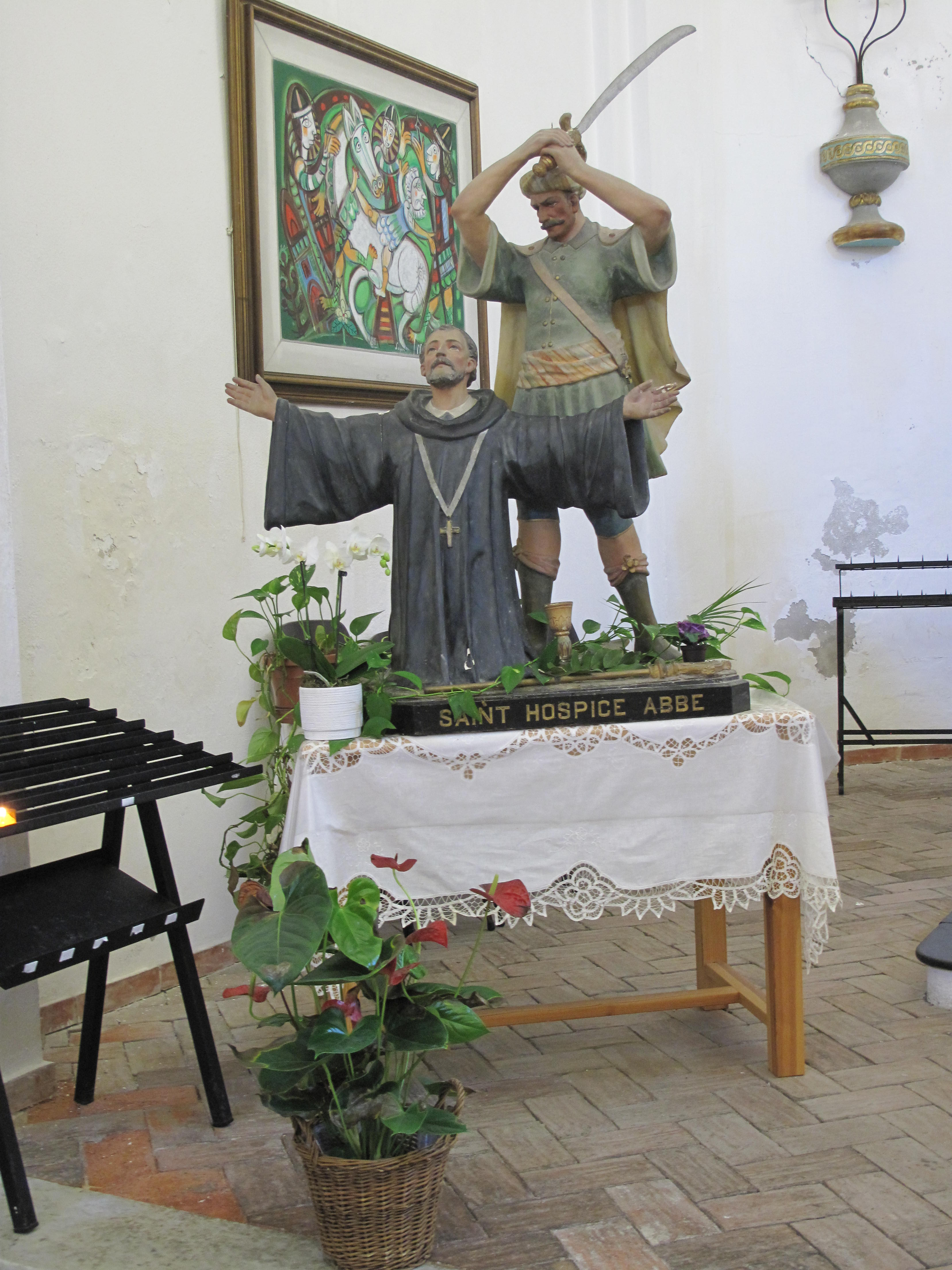
Saint-Jean-Cap-Ferrat, intérieur de la chapelle de Saint-Hospice

### France
- Musée départemental d'art ancien et contemporain, Épinal, La famille royale, pastel 25x32cm, vers 1949[5].
- Musée Chéret, Nice.
- Chapelle de Saint-Hospice, Saint-Jean-Cap-Ferrat, La vie et les miracles de Saint Hospice, trente tableaux[6].

### États-Unis
Trente et un musées et fondations publiques ou privées conservent des œuvres de Louis Marchand des Raux. Citons : 
- Phillips Museum of Art, Franklin & Marshall College, Lancaster (Pennsylvanie), Le sermon, huile sur toile[8].
- Hahn Gallery Collection, Philadelphie[9].
- Bertha V.B. Lederer Gallery, Rochester (New York), Saint Martin dans les forêts tourangelles, huile sur toile[10].

### Israël
- Musée d'art de Haïfa.

## Élèves
- James Coignard[11].